# 北辛街道
北辛街道，是中华人民共和国山東省枣庄市滕州市下辖的一个乡镇级行政单位。

## 行政区划
北辛街道下辖以下地区：
北楼社区、教场社区、新生社区、杏东社区、杏西社区、文庙社区、新兴北社区、北关村社区、赵王河东社区、赵王河西社区、东北坦社区、西北坦社区、北平社区、杏花村社区、于岗社区、后荆沟社区、俞寨社区、于楼社区、兴隆社区、王任社区、侉庄社区、小岗社区、马王东社区、马王西社区、曹王社区、李王社区、明王社区、侯王社区、北秦社区、北黄社区、红旗社区、东七里沟社区、冯河社区、赵场社区、后屯社区、前十里铺社区、后十里铺社区、汤庄社区、北刘社区、前辛社区、周楼社区、西七里沟社区、沈庄社区、岳庄社区、孙庄社区、周庄社区、黄安社区、新华社区、新华南社区、大同北社区、华孚社区、解放街社区、丽都社区、接官巷社区、金坛社区、双坛社区、科圣园社区、善北社区、杏腾社区和嘉誉社区。

## 人口
2010年中国第六次人口普查时，北辛街道共有人口116923人。共有家庭32819户，平均每户3.10人。14岁以下的少年儿童共16058人，占总人口13.73%；15-64岁人口共93114人，占总人口79.63%；65岁及以上的老年人共7751人，占总人口的6.629%。男性共计63946人，占总人口54.69%；女性共计52977，占总人口45.30%。本地居住的人口中，拥有本地户籍的人口为87850人，占75.13%。